# Coleophora vivesella
Coleophora vivesella é uma espécie de mariposa do gênero Coleophora pertencente à família Coleophoridae.